# Юровка (Макаровский район)
Ю́ровка (укр. Юрівка) — село, входит в Макаровский район Киевской области Украины.
Население по переписи 2001 года составляло 148 человек. Почтовый индекс — 08055. Телефонный код — 4578. Занимает площадь 0,101 км². Код КОАТУУ — 3222781502.
В селе родился Герой Советского Союза Александр Людвиченко.

## Местный совет
08013, Київська обл., Макарівський р-н, с. Вільне, вул. Ілліча, 49а

## Галерея

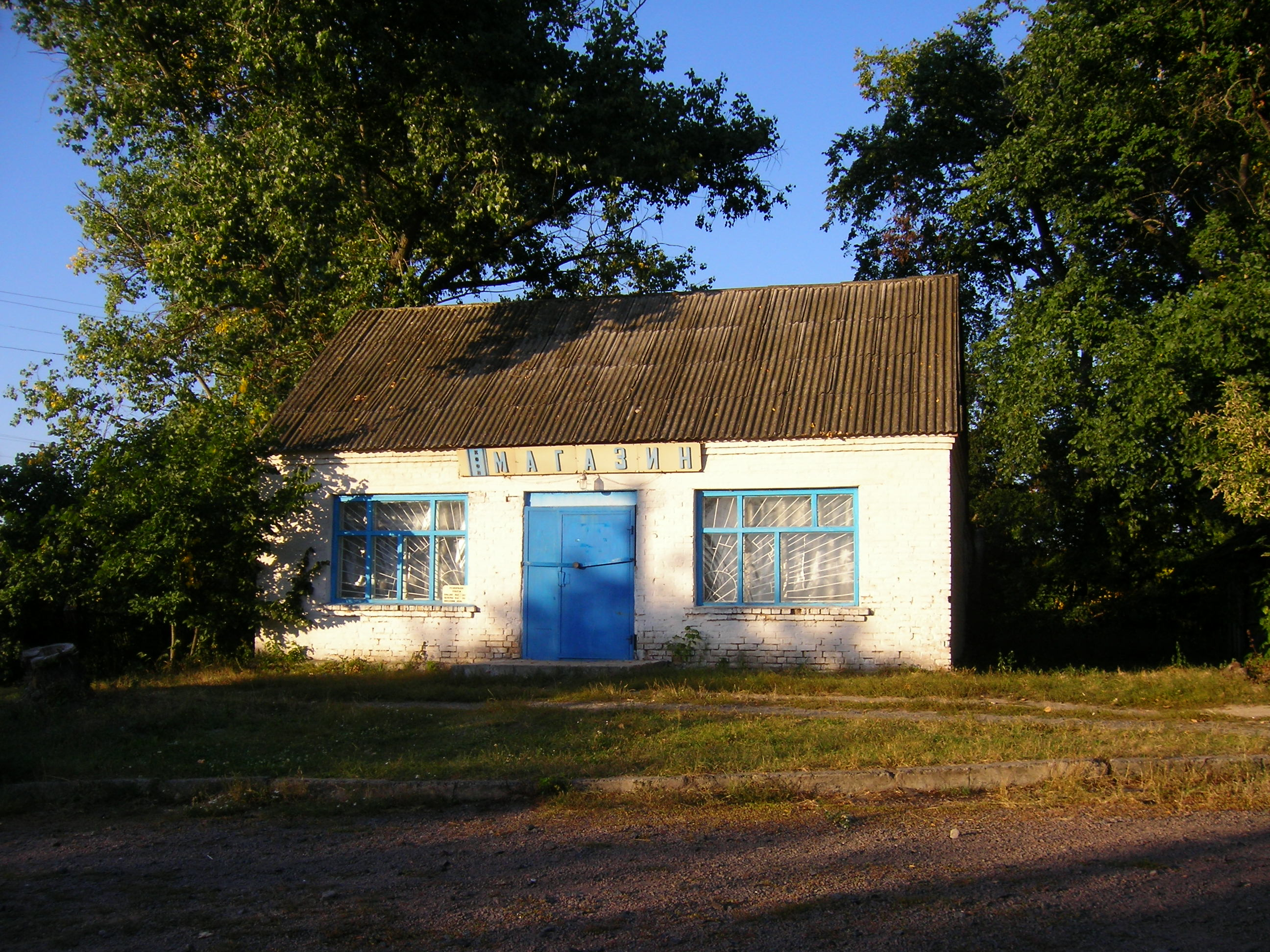
Магазин в селе
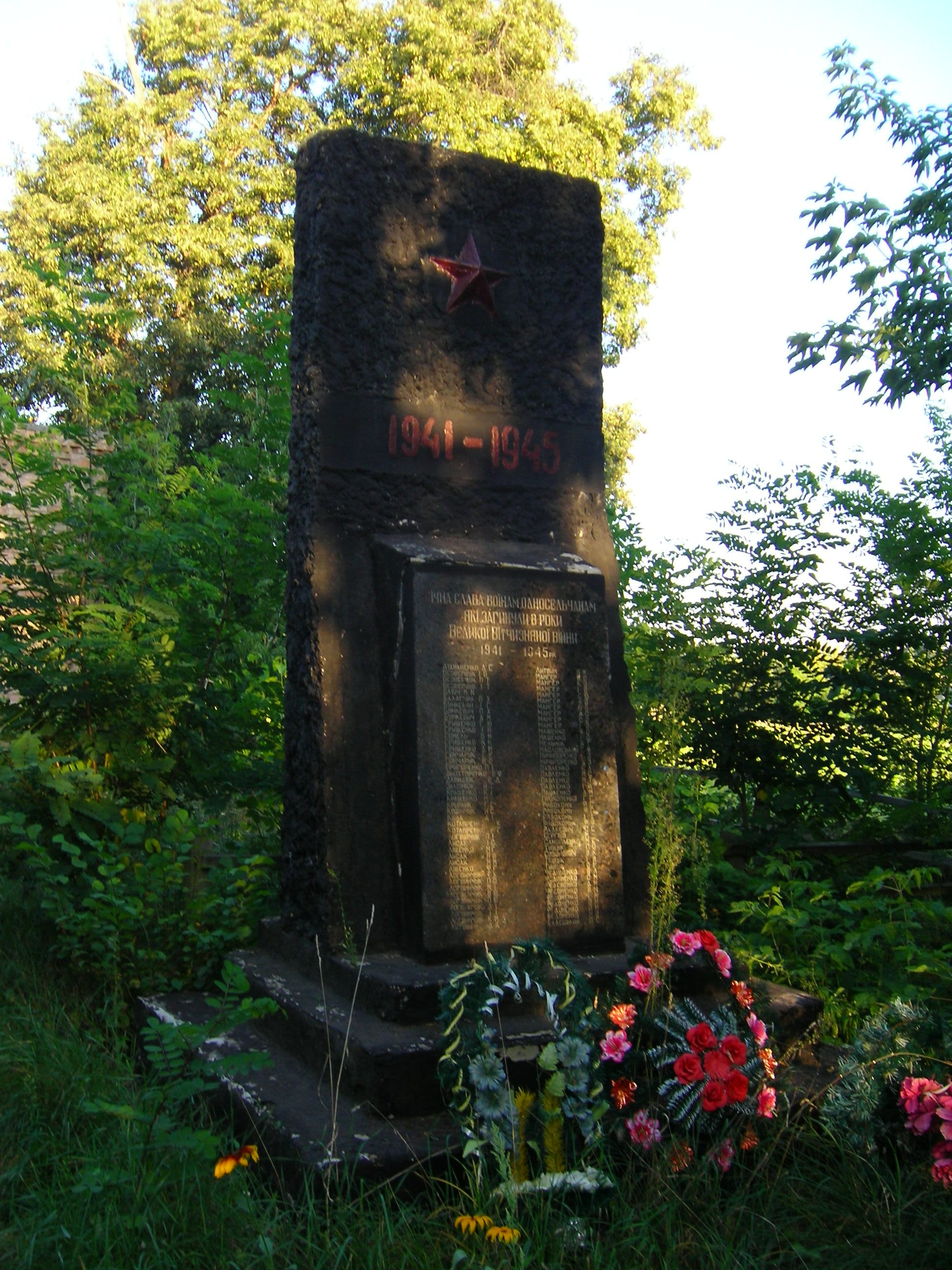
Мемориал погибшим в Великой Отечественной войне
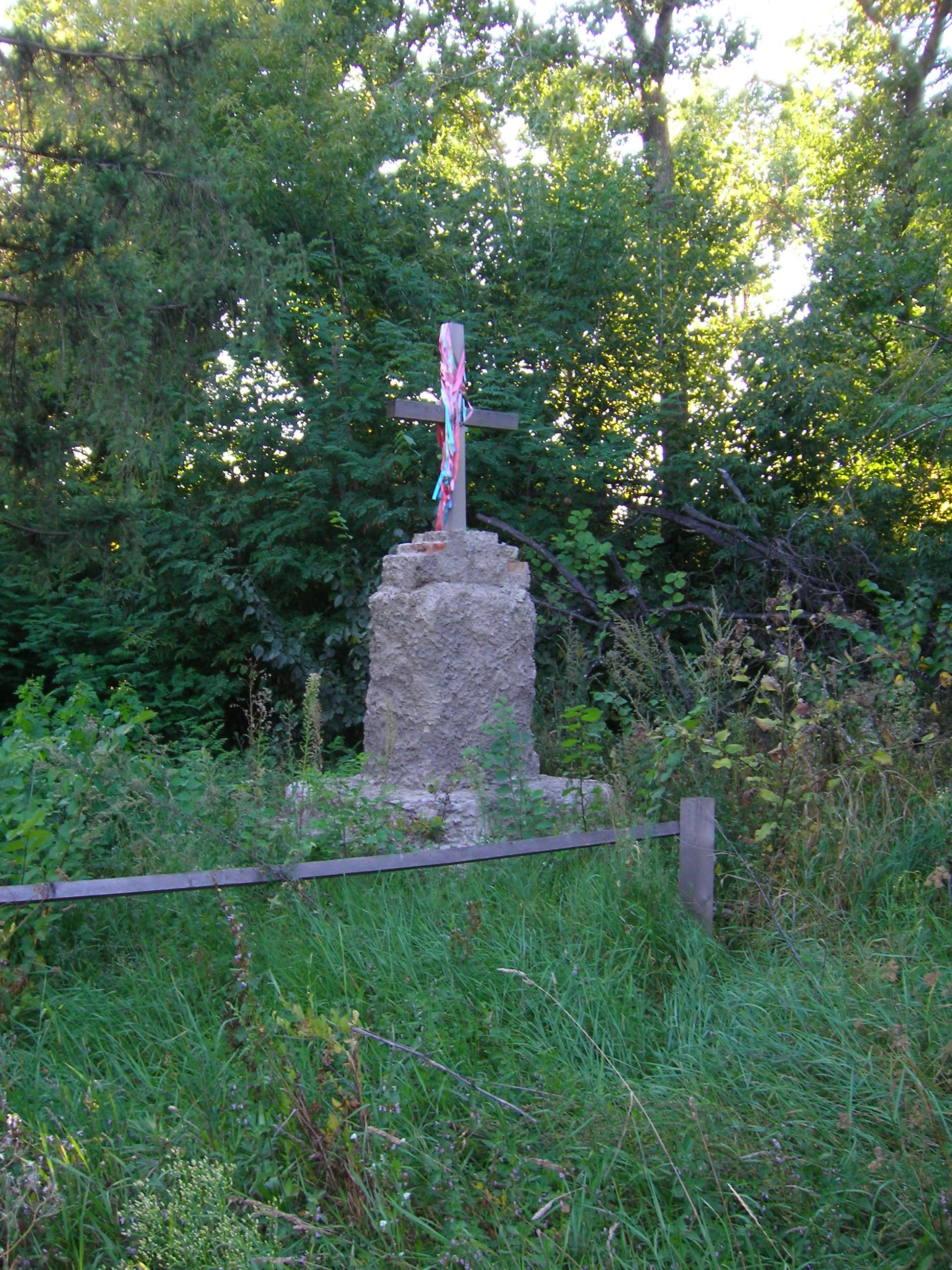
Памятник жертвам Голодомора